# Passovia pycnostachya
Passovia pycnostachya är en tvåhjärtbladig växtart som först beskrevs av August Wilhelm Eichler, och fick sitt nu gällande namn av Kuijt. Passovia pycnostachya ingår i släktet Passovia och familjen Loranthaceae. Inga underarter finns listade i Catalogue of Life.